# Sarah Hildebrand
Sarah Hildebrand,  née en 1978 à Genève est une artiste plasticienne suisse.
Sarah Hildebrand, formée à la Haute école d'art et de design de Genève ainsi qu'à la Hochschule für bildende Kunste de Hambourg pratique autant la photographie, l'installation, le son, que le dessin ainsi que l'écriture. Elle se définit comme une chercheuse, dont le sujet central est la constitution de l'identité notamment au travers de notions telles que l'habitat et l'intimité.

## Expositions individuelles (sélection)
- 2013 Ici et là-bas, Espace Kugler, Genève
- 2012 Le flux, Galerie La Vitrine, Genève
- 2011 Verlassene Orte und Cher toi, Galerie Sprechzimmer, Dannenberg
- 2011 Verlassene Orte, Köln Süd offen, Cologne
- 2007 La peur, l’amour, l’art, Galerie Pieceunic, Genève
- 2005 Poème à épingler, Jan Ken Poï, Genève
- 2003 Livres d’artiste, Librairie au point du jour, Genève
- 2003 Une minute d’intérieur, Archipel Festival des musiques d’aujourd’hui, Genève

## Expositions collectives (sélection)
- 2012 Happiness Is a Warm Gun, Bundesverband Bildender Künstler (BBK), Cologne
- 2011 Rhein-Rhône Projekt - Ist es am Rhein so schön?, Kunstvereins 68elf, Cologne
- 2011 Lieux délaissés, Kulturelle Landpartie, Wendland
- 2010 Mode de vie, Art en île, Genève
- 2010 Chacun son dessin, Galerie Rosa Turetsky, Genève
- 2004 Lancer de phrases, Attitudes-espace d’arts contemporains, Genève
- 2003 How are you, collaboration avec D. Hahn et D. Schiffermüller, Plug-in, Bâle.
- 2002 Regards, Attitudes-espace d’arts contemporains, Genève.
- 2002 Portraits, tables, reflets, Maison des Arts du Grütli, 24 h de la photographie, Genève.
- 2002 Affiches sonores, Archipel Festival des musiques d’aujourd’hui, Genève
- 2002 How are you, collaboration avec D. Hahn et D. Schiffermüller, Galerie Rosa Turetsky, Genève
- 2001 How are you, collaboration avec D. Hahn et D. Schiffermüller, Sootbörn, Hambourg

## Publications
- (de) Sarah Hildebrand, Verlassene Orte/Lieux délaissés, Heidelberg, Kehrer Verlag, 2013, 80 p. (ISBN 978-3-86828-381-5)
- Sarah Hildebrand, Chez soi/Zuhause, Lausanne, art&fiction, coll. « Re:Pacific », 2013, 104 p. (ISBN 978-2-940377-61-9)
- Sarah Hildebrand, « Métamorphoses », dans Mode de vie, Lausanne, art&fiction, 2010 (ISBN 978-2-940377-36-7)

## Sources
- « Sarah Hildebrand », sur SIKART Dictionnaire sur l'art en Suisse.